# Jardín del Príncipe Real (Lisboa)
El Jardín de Príncipe Real es un espacio verde con carácter histórico localizado en la freguesia Mercés en Lisboa, Portugal.
Posee un área de 1.1 Hectáreas, Situada en la Praça do Príncipe Real, cerca del Bairro Alto. El Jardín posee un número de árboles de cierta antigüedad, entre los cuales existe un Ciprés Portugués con 23 metros de diámetro en la copa.

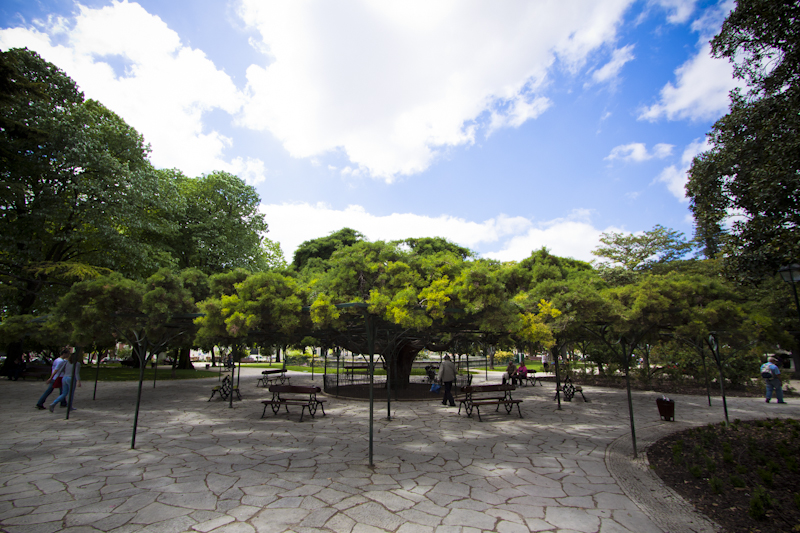
Ciprés Portugués situado en el Jardín de Príncipe Real (Lisboa)

## Historia
En el siglo XV este local era conocido como Alto da Cotovia, donde, a finales del siglo XVII, el hijo del Marqués de Alegrete - João Gomes da Silva Teles-, proyectó la construcción de un palacio, más tarde abandonado quedando a su vez en ruinas siendo el área en 1740 conocida popularmente como el basurero de Bairro Alto
El terreno fue posteriormente adquirido por la Companhia de Jesús, la congregación limpió el terreno y ordenó construir el Colégio das Missões, posteriormente destruido durante el terremoto de Lisboa de 1755. 
Después la catástrofe del terremoto se iniciarían las obras para la construcción de la nueva Catedral de Lisboa sufriendo un incendio que la destruiría por completo siendo el proyecto abandonado. En 1789, el Visconde de Vila Nova de Cerveira sugirió aprovechar las ruinas para la construcción del Real Erário, la Tesorería Central del reino, las obras se tornaron tan costosas que el proyecto se abandonó nuevamente en 1797.
En 1830 el área era una acumulación de escombros que la Cámara ordenó limpiar para la posterior construcción de una plaza. La nueva construcción del Jardín comenzó siguiendo trazos románticos, según la traza con fecha de 1853 y designada como Plaza del Príncipe Real en 1859. Durante los años 50 era conocida como el Largo de D.Pedro V, y entre 1911 y 1919 como Plaza Río de Janeiro, siendo restaurado el nombre original en homenaje al hijo primogénito de la Reina María II de Portugal
En 1861 se iniciarían los trabajos de terraplenado en la plaza; en 1863 la Companhia das Águas finalizó la construcción del Reservatório de Água da Patriarcal que, además de abastecer el Jardín conectava con diversas fuentes de Lisboa: Século, Loreto y S. Pedro de Alcántara. 
En 1869 se promovió la iluminación y el ajardinado de la plaza, según el proyecto del jardinero João Francisco da Silva. El Jardín, con un área de 1,2 hectáreas, fue concebido según el gusto romántico inglés e fue organizado alrededor de un amplio lago octogonal que contenía un surtidor. En el lago se destacan varias especies arbóreas sobresaliendo el enorme Cedro Bucaco, o ex-libris de la plaza con cerca de 20 metros de diámetro. Asimismo posee canteros de corte simétrico con plantas y flores de diversos colores así como pequeños arbustos. 
El jardín fue oficialmente designado como Jardim França Borges en 1915 después de la colocación como homenaje de un busto dedicado a este periodista republicano.